# Tholymis pallida
Tholymis pallida är en trollsländeart som först beskrevs av Palisot de Beauvois 1817.  Tholymis pallida ingår i släktet Tholymis och familjen segeltrollsländor. Inga underarter finns listade i Catalogue of Life.